# Кинорецензия
Кинорецензия — жанр журналистики и критики, тематическая разновидность жанра рецензии. Кинорецензия является критическим отзывом на произведение киноискусства. Автор кинорецензии — кинокритик.
Первая кинорецензия появилась в американском еженедельнике Variety в 1907 году.
В кинорецензии всегда указываются:
1. жанр фильма;
2. автор сценария и постановщик
3. ключевые актёры и их герои;
4. в какое время и где происходят события;
5. краткое описание завязки;
6. если в основе фильма лежит литературное произведение, то можно, но необязательно, сравнить режиссёрский замысел с литературным произведением;
7. если фильм является самостоятельным произведением, сравните его с теми, что вы смотрели ранее, укажите на сходства и различия;
8. основные достоинства и недостатки фильма;
9. личное впечатление.